# سنغر مير عبد الله
سنغر مير عبد الله هي قرية في مقاطعة أرومية، إيران. عدد سكان هذه القرية هو 416 في سنة 2006.